# Margarete Götzelt
Margarete Götzelt (* 5. April 1909 in Dresden; † Mai 1984 ebenda) war eine deutsche Politikerin (SED) und Gewerkschafterin. Sie war Abgeordnete der Volkskammer und zeitweise Vorsitzende der Gewerkschaft Handel in der DDR.

## Leben
Götzelt war Tochter eines Schlossers. Nach dem Besuch der Volks- und einer Fortbildungsschule absolvierte sie eine kaufmännische Lehre und arbeitete anschließend als Kontoristin. Während der Lehrzeit trat sie 1923 der Sozialistischen Arbeiter-Jugend und den Roten Falken bei, 1924 wurde sie Mitglied der Jungsozialisten. 1926 trat Götzelt in die SPD ein. Zwischen 1928 und 1930 engagierte sie sich im Vorstand der Jungsozialisten und Kinderfreunde Ostsachsens, anschließend war sie bis zum Parteiverbot 1933 Mitglied im SPD-Vorstand für Ostsachsen und Groß-Dresden. Während der Zeit des Nationalsozialismus wurde sie wegen ihrer illegalen politischen Tätigkeit mehrfach verhaftet.
Nach Kriegsende ließ Götzelt ihre SPD-Mitgliedschaft wieder aufleben. Bis 1947 wirkte sie als stellvertretende Bürgermeisterin in Ottendorf-Okrilla, anschließend war sie als stellvertretende Landrätin des Kreises Kamenz tätig. Seit der Zwangsvereinigung von SPD und KPD im April 1946 SED-Mitglied, wurde Götzelt 1947 hauptamtliche Funktionärin im Sekretariat der SED-Landesleitung Sachsen, in der sie bis 1948 tätig war. Anschließend delegierte sie die SED zum Einjahreslehrgang an die Parteihochschule Karl Marx, den sie 1949 abschloss. Ende August 1949 wurde Götzelt bei der Gründung des Verbandes der Konsumgenossenschaften (VDK) zu einem der fünf hauptamtlichen Vorstandsmitglieder gewählt. In dieser Funktion war sie bis 1955 tätig, ab 1952 als eine von zwei Vizepräsidenten des VDK. Um den Konsumgenossenschaften auch politisch Gestaltungsmöglichkeiten zu bieten, gab es ab der 1. Legislaturperiode der Volkskammer im Jahr 1950 eine Fraktion der Genossenschaften. Sie setzte sich paritätisch aus je fünf Abgeordneten der Vereinigung der gegenseitigen Bauernhilfe (VdgB) und des VDK zusammen. Götzelt kandidierte 1950 und 1954 als Abgeordnete für den VDK und vertrat diesen in den ersten zwei Legislaturperioden im DDR-Parlament. Parallel dazu wurde sie Anfang der 1950er Jahre in den Zentralvorstand der Gewerkschaft Handel gewählt, wo sie ehrenamtlich als stellvertretende Vorsitzende wirkte. Als der Vorstandsvorsitzende Siegfried Michl im November 1954 mit 31 Jahren überraschend starb, übernahm Götzelt zunächst kommissarisch die Gewerkschaftsleitung. 1955 wurde sie regulär zur Vorsitzenden des Zentralvorstandes der Gewerkschaft Handel gewählt. Dieses Amt übte sie bis zum Aufgehen der Gewerkschaft Handel in die neu geschaffene Industriegewerkschaft Nahrung, Genuss, Gaststätten aus, welches im Februar 1958 beschlossen wurde. In der neugegründeten Gewerkschaft verblieb sie noch einige Jahre als stellvertretende Vorsitzende. Parallel dazu gehörte Götzelt zwischen 1955 und 1959 in ihrer anfänglichen Funktion als Vorsitzende einer Teilgewerkschaft dem Bundesvorstand des FDGB an. Nunmehr gänzlich zu den Gewerkschaften gewechselt, vertrat sie in ihrer letzten Legislaturperiode von 1958 bis 1963 den FDGB als Abgeordnete in der Volkskammer. Nach dem Ausscheiden aus dem Bundesvorstand des FDBG gehörte sie von 1959 bis 1977 der Zentralen Revisionskommission des FDGB an.

## Ehrungen
- 1974 Vaterländischer Verdienstorden in Silber[2]

## Weblink
- Eintrag im FDGB-Lexikon